# Tsodilo
O sítio arqueológico de Tsodilo, no noroeste do Botsuana, em pleno deserto do Calaári, exibe uma das mais importantes colecções de arte rupestre do mundo e já foi chamado o "Louvre do Deserto". Mais de 4500 pinturas bem conservadas numa área de apenas 10 km2 e outros achados arqueológicos fornecem um retrato cronológico das actividades humanas e das mudanças ambientais ao longo de cerca de cem mil anos. As comunidades locais respeitam este local, que acreditam frequentado pelos espíritos dos antepassados.
As colinas tem um significado religioso para o povo sã, que acreditam que as várias cavernas na Colina de Female são o local do descanso eterno dos falecidos deuses que governaram o mundo desde este local. O local mais sagrado é na Colina de Male, onde o primeiro espírito se ajoelhou e rezou após ter criado o mundo. Os sãs acreditam que as marcas dos joelhos do primeiro espírito ainda são visíveis hoje.

## Ligações Externas
- Galeria de fotos da UNESCO